# Nieul-le-Dolent
Nieul-le-Dolent – miejscowość i gmina we Francji, w regionie Kraj Loary, w departamencie Wandea.
Według danych na rok 1990 gminę zamieszkiwały 1 714 osoby, a gęstość zaludnienia wynosiła 62 osób/km² (wśród 1504 gmin Kraju Loary Nieul-le-Dolent plasuje się na 357. miejscu pod względem liczby ludności, natomiast pod względem powierzchni na miejscu 336.).